# Setiamanah
Setiamanah is een bestuurslaag in het regentschap Cimahi van de provincie West-Java, Indonesië. Setiamanah telt 23.136 inwoners (volkstelling 2010).